# 長源寺 (小浜市)
長源寺（ちょうげんじ）は、福井県小浜市にある日蓮宗の寺院。山号は向嶋山。開山は安住院日源。六条門流に属し大本山本圀寺の旧末寺である。奠師法縁(奠統会)。愛知県長満寺、兵庫県長遠寺とともに「六条門流三長」の一寺。

## 歴史
長源寺19世日純の撰とされる縁起によれば、日源は世姓は未詳であるが、越後蒲原の人で本覚寺日禅の門人である。
日源19歳の折、上洛の途中遠敷村を通りかかったところ、正護比丘尼という人に会い、この帰依を受けて康暦2年（1380年）後瀬山の下に長源寺を開創した。後に5世日樽の時、大永2年（1522年）守護武田元光が後瀬山に城を築くに当って長源寺を小浜の向島に移したという。以来若狭地方の本山として信仰を集め、若狭国主代々の祈祷所として手厚い保護を受けた。京極氏、武田氏、木下俊勝、酒井氏各氏の書状が残っており、弥勒菩薩画像（国の重要文化財）も寺宝として残されている。また近世初期日蓮宗の代表的説教者である霊鷲院日審は当山に13世として晋山し、12年間に亘って諸国を布教した。
最盛期には、27の僧坊末寺と、祖師堂、番神堂、鬼子母神堂、清正公堂等があったが、現在は、山門、山内の2ヵ寺（光全寺、浄行寺）、鬼子母神堂、祖師堂を残すのみである。
かつて仁王門に安置されていた伝運慶作の仁王像は京都嵯峨野の常寂光寺へ移され現存する。

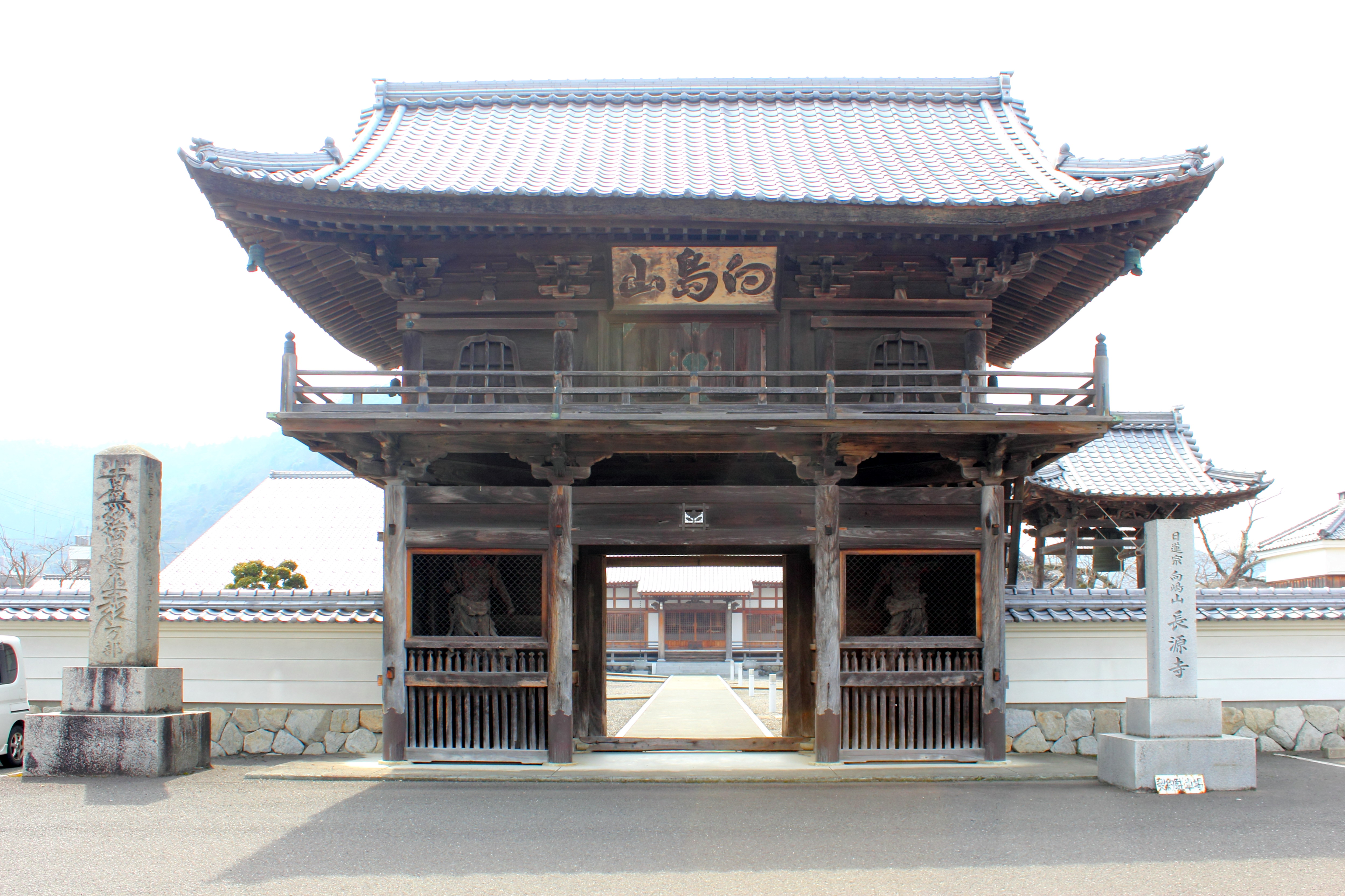
山門

## 文化財

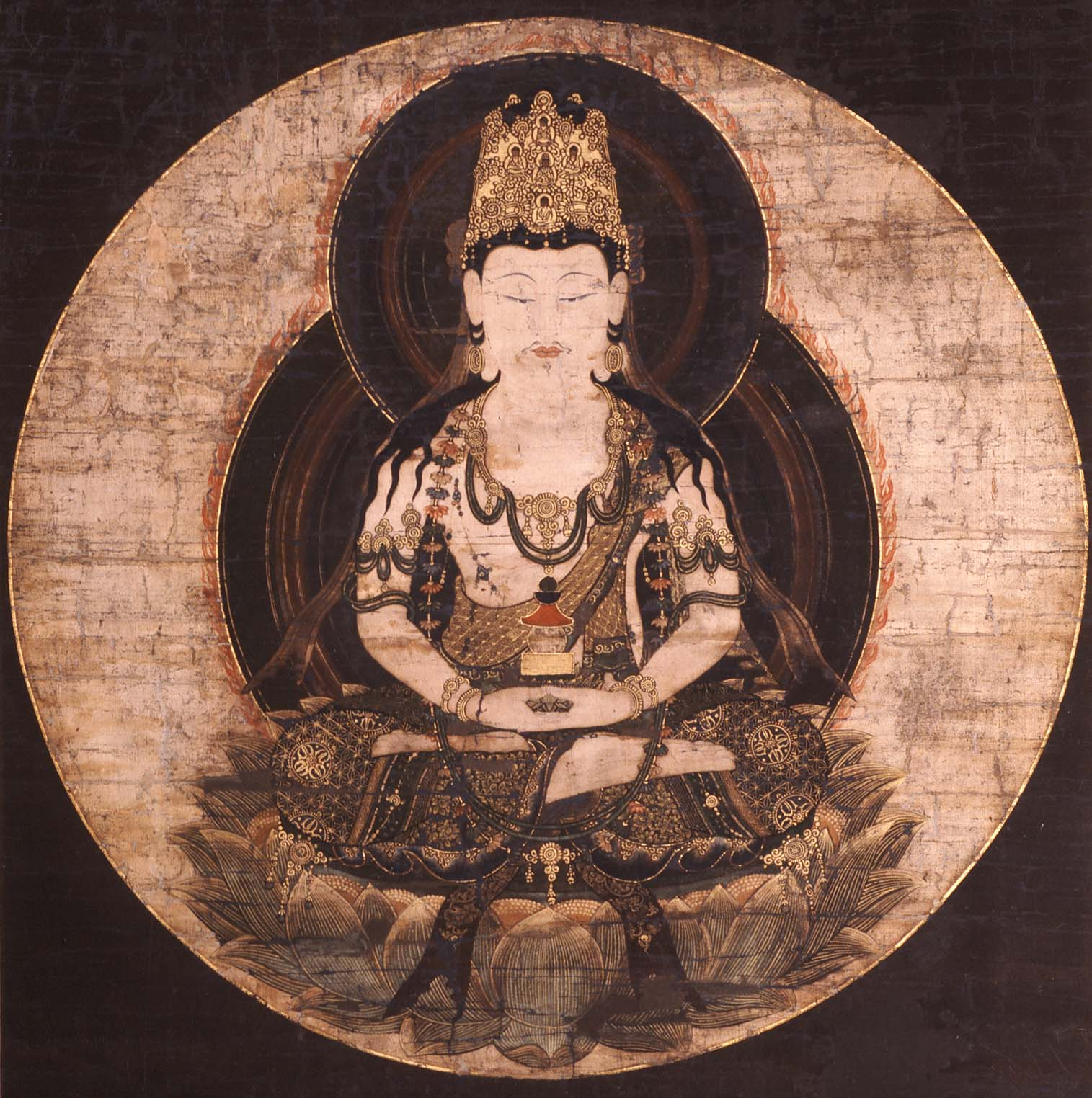
弥勒菩薩像（南北朝時代）

### 重要文化財（国指定）
- 絹本著色弥勒菩薩像[1]

### 小浜市指定文化財
- 長源寺山門[2]

## 旧末寺
日蓮宗は昭和16年に本末を解体したため、現在では、旧本山、旧末寺と呼びならわしている。
- 向嶋山光全寺（小浜市小浜酒井）塔頭
- 向嶋山浄行寺（小浜市小浜酒井）塔頭
- 栄昌山源應寺（小浜市松ケ崎）
- 法華山長徳寺（小浜市谷田部）
- 修顕山本徳寺（小浜市東勢）
- 法布山妙巌寺（小浜市西勢）
- 常在山本長寺（小浜市上野）
- 正幸山妙行寺（小浜市遠敷）
- 経王山妙善寺（大飯郡おおい町名田庄久坂）
- 妙見山長應寺（大飯郡おおい町本郷）
- 永照山妙長寺（大飯郡高浜町宮崎）

## 所在地
福井県小浜市小浜酒井8

## 交通アクセス
- JR西日本小浜線小浜駅から徒歩5分